# Lech Poznań w sezonie 2010/2011
Sezon 2010/2011 klubu Lech Poznań.

## Sezon
Od początku sezonu drużynę prowadził trener Jacek Zieliński. Po słabych występach w lidze, 2 listopada 2010 został rozwiązany kontrakt z trenerem. Dzień później nowym trenerem został hiszpan José Mari Bakero.

### Sponsor
Od początku sezonu, tak jak w poprzednich latach, sponsorem technicznym jest firma Puma, zaś sponsorem strategicznym, podobnie jak w zeszłym sezonie (od 21. kolejki), niemiecka firma odzieżowa s.Oliver.

### Stroje
Piłkarze Lecha od początku sezonu grali w strojach innych niż w poprzednim roku. W pierwszej konfrontacji z mistrzem Azerbejdżanu rozegranej w Baku zawodnicy z Poznania założyli stroje wyjazdowe - biała koszulka i spodenki, niebieskie getry. W spotkaniach rozgrywanych na stadionie Miejskim przy ul. Bułgarskiej w Poznaniu piłkarze grali w niebieskiej koszulce, białych spodenkach i getrach. Jednak w niedzielę 22 sierpnia 2010 w spotkaniu ligowym z Cracovią wzór pierwszej koszulki drużyny Lecha Poznań uległ zmianie: zawodnicy wystąpili w koszulkach w niebiesko-białe pasy, poza tym mieli na sobie niebieskie spodenki oraz białe getry. W ten sposób nowy strój został pierwszym kompletem poznańskiej drużyny.

### Europejskie puchary
W eliminacjach do Ligi Mistrzów Lech Poznań wygrał z Interem Baku, a następnie przegrał ze Spartą Praga i odpadł z dalszych rozgrywek. Kolejorz awansował natomiast  do fazy grupowej  Ligi Europy. W wylosowanej przez zespół grupie A znalazły się Juventus, Manchester City i Red Bull Salzburg. Lech Poznań rozegrał pierwszy mecz na wyjeździe -  zremisował 3:3 z Juventusem dzięki hat-trickowi łotewskiego napastnika Kolejorza - Artjomsa Rudņevsa. Następnie nadszedł czas na mecz z Salzburgiem u siebie, gdzie gospodarze wygrali 2:0. 21 października na City of Manchester Stadium Lech Poznań przegrał z Manchesterem City 1:3, przez co spadł na drugie miejsce w tabeli grupy A Ligi Europy. Dwa tygodnie później - 4 listopada - Lech zrewanżował się drużynie MC, pokonując ją u siebie 3:1. 1 grudnia w Poznaniu, Lech grał z Juventusem, ponownie remisując 1:1. 16 grudnia w Salzburgu odbył się mecz między miejscowym Red Bullem, a Lechem; drużyna z Poznania wygrała w Austrii 1:0. 
Lech Poznań awansował do 1/16 finału z drugiego miejsca i zagrał z portugalskim SC Braga. Po jednobramkowym zwycięstwie (1:0) u siebie, Lech bronił możliwości grania w 1/8 finału w Portugalii. Poznaniacy przegrali z SC Bragą 0:2, odpadając tym samym z Ligi Europy, gole strzelili Alan Osório da Costa Silva i Rodrigo José Lima dos Santos.
| Lp. | Drużyna             | M | Z | R | P | Bramki | Bramki | +/– | Pkt |
| --- | ------------------- | - | - | - | - | ------ | ------ | --- | --- |
| 1   | Manchester City (A) | 6 | 3 | 2 | 1 | 11     | 6      | +5  | 11  |
| 2   | Lech Poznań (A)     | 6 | 3 | 2 | 1 | 11     | 8      | +3  | 11  |
| 3   | Juventus            | 6 | 0 | 6 | 0 | 6      | 6      | 0   | 6   |
| 4   | Red Bull Salzburg   | 6 | 0 | 2 | 4 | 1      | 9      | −8  | 2   |

|                   | JUV | MNC | RBS | LPO |
| ----------------- | --- | --- | --- | --- |
| Juventus          | –   | 1:1 | 1:1 | 3:3 |
| Manchester City   | 1:1 | –   | 3:0 | 3:1 |
| Red Bull Salzburg | 1:1 | 0:2 | –   | 0:1 |
| Lech Poznań       | 1:1 | 3:1 | 2:0 | –   |

## Rozgrywki
Lech Poznań w sezonie 2010/2011 brał udział w rozgrywkach:
- ligi polskiej – Ekstraklasy: 5. miejsce
- Pucharu Polski: – finalista
- Superpucharu Polski: – przegrany
- Ligi Mistrzów: – 3. runda kwalifikacyjna
- Ligi Europy: – 1/16 finału

## Wyniki

### Mecze oficjalne
| 1 | 13 lipca 2010        | W | İnter Baku                 | 0:1          | Liga Mistrzów UEFA, 2. runda kwalifikacyjna | Wichniarek 47                                              |
| 2 | 21 lipca 2010        | D | İnter Baku                 | 0:1 (pk.9:8) | Liga Mistrzów UEFA, 2. runda kwalifikacyjna |                                                            |
| 3 | 27 lipca 2010        | W | Sparta Praga               | 1:0          | Liga Mistrzów UEFA, 3. runda kwalifikacyjna |                                                            |
| 4 | 1 sierpnia 2010      | N | Jagiellonia Białystok      | 0:1          | Superpuchar                                 |                                                            |
| 5 | 4 sierpnia 2010      | D | Sparta Praga               | 0:1          | Liga Mistrzów UEFA, 3. runda kwalifikacyjna |                                                            |
| 6 | 7 sierpnia 2010      | W | Widzew Łódź                | 1:1          | Ekstraklasa, kolejka 1                      | Rudņevs 77                                                 |
| 7 | 14 sierpnia 2010     | D | Arka Gdynia                | 0:0          | Ekstraklasa, kolejka 2                      |                                                            |
| 8 | 19 sierpnia 2010     | W | Dnipro Dniepropietrowsk    | 0:1          | Liga Europy UEFA, runda play-off            | Arboleda 5                                                 |
| 9 | 22 sierpnia 2010     | D | Cracovia                   | 5:0          | Ekstraklasa, kolejka 3                      | Jarabica 10 (sam.), Peszko 52, Rudņevs 61, 86 (k), Wilk 69 |
| 10 | 26 sierpnia 2010     | D | Dnipro Dniepropietrowsk    | 0:0          | Liga Europy UEFA, runda play-off            |                                                            |
| 11 | 29 sierpnia 2010     | W | Jagiellonia Białystok      | 2:0          | Ekstraklasa, kolejka 4                      |                                                            |
| 12 | 11 września 2010     | W | Śląsk Wrocław              | 1:2          | Ekstraklasa, kolejka 5                      | Peszko 24, Rudņevs 51                                      |
| 13 | 16 września 2010     | W | Juventus F.C.              | 3:3          | Liga Europy UEFA, faza grupowa              | Rudņevs 14 (k), 30, 90+2                                   |
| 14 | 21 września 2010     | W | GKS Tychy                  | 0:1          | Puchar Polski, 1/16 finału                  | Štilić 77                                                  |
| 15 | 24 września 2010     | W | Legia Warszawa             | 2:1          | Ekstraklasa, kolejka 7                      | Krywiec 10                                                 |
| 16 | 30 września 2010     | D | Red Bull Salzburg          | 2:0          | Liga Europy UEFA, faza grupowa              | Arboleda 47, Peszko 80                                     |
| 17 | 3 października 2010  | W | GKS Bełchatów              | 1:0          | Ekstraklasa, kolejka 8                      |                                                            |
| 18 | 16 października 2010 | D | Zagłębie Lubin             | 0:1          | Ekstraklasa, kolejka 9                      |                                                            |
| 19 | 21 października 2010 | W | Manchester City            | 3:1          | Liga Europy UEFA, faza grupowa              | Tshibamba 50                                               |
| 20 | 24 października 2010 | W | Górnik Zabrze              | 2:0          | Ekstraklasa, kolejka 10                     |                                                            |
| 21 | 27 października 2010 | W | Cracovia                   | 1:4          | Puchar Polski, 1/8 finału                   | Peszko 22, Rudņevs 43, 60, Wilk 90+3                       |
| 22 | 31 października 2010 | D | Wisła Kraków               | 4:1          | Ekstraklasa, kolejka 11                     | Injac 52, Krywiec 67, Štilić 79 (k), Możdżeń 90+9          |
| 23 | 4 listopada 2010     | D | Manchester City            | 3:1          | Liga Europy UEFA, faza grupowa              | Injac 30, Arboleda 86, Możdżeń 90+1                        |
| 24 | 7 listopada 2010     | W | Ruch Chorzów               | 0:1          | Ekstraklasa, kolejka 12                     |                                                            |
| 25 | 10 listopada 2010    | D | Polonia Warszawa           | 2:2          | Ekstraklasa, kolejka 6                      | Rudņevs 52, Wilk 72                                        |
| 26 | 13 listopada 2010    | D | Lechia Gdańsk              | 2:0          | Ekstraklasa, kolejka 13                     | Peszko 52, Rudņevs 59                                      |
| 27 | 20 listopada 2010    | D | Polonia Bytom              | 1:0          | Ekstraklasa, kolejka 14                     | Rudņevs 6                                                  |
| 28 | 27 listopada 2010    | W | Korona Kielce              | 0:0          | Ekstraklasa, kolejka 15                     |                                                            |
| 29 | 1 grudnia 2010       | D | Juventus F.C.              | 1:1          | Liga Europy UEFA, faza grupowa              | Rudņevs 12                                                 |
| 30 | 16 grudnia 2010      | W | Red Bull Salzburg          | 0:1          | Liga Europy UEFA, faza grupowa              | Štilić 30                                                  |
| 31 | 17 lutego 2011       | D | SC Braga                   | 1:0          | Liga Europy UEFA, 1/16 finału               | Rudņevs 72                                                 |
| 32 | 20 lutego 2011       | D | Polonia Warszawa           | 0:1          | Puchar Polski, 1/4 finału                   |                                                            |
| 33 | 24 lutego 2011       | W | SC Braga                   | 2:0          | Liga Europy UEFA, 1/16 finału               |                                                            |
| 34 | 27 lutego 2011       | D | Widzew Łódź                | 1:0          | Ekstraklasa, kolejka 16                     | Wilk 32                                                    |
| 35 | 2 marca 2011         | W | Polonia Warszawa           | 1:2          | Puchar Polski, 1/4 finału                   | Bosacki 4 (k), Ślusarski 23                                |
| 36 | 5 marca 2011         | W | Arka Gdynia                | 0:3          | Ekstraklasa, kolejka 17                     | Ślusarski 84, Rudņevs 88, Mikołajczak 89                   |
| 37 | 13 marca 2011        | W | Cracovia                   | 1:0          | Ekstraklasa, kolejka 18                     |                                                            |
| 38 | 19 marca 2011        | D | Jagiellonia Białystok      | 2:0          | Ekstraklasa, kolejka 19                     | Štilić 61, 90+3                                            |
| 39 | 1 kwietnia 2011      | D | Śląsk Wrocław              | 2:2          | Ekstraklasa, kolejka 20                     | Krywiec 31, Ubiparip 40                                    |
| 40 | 6 kwietnia 2011      | D | Podbeskidzie Bielsko-Biała | 1:1          | Puchar Polski, 1/2 finału                   | Ślusarski 58                                               |
| 41 | 8 kwietnia 2011      | W | Polonia Warszawa           | 1:0          | Ekstraklasa, kolejka 21                     |                                                            |
| 42 | 16 kwietnia 2011     | D | Legia Warszawa             | 1:0          | Ekstraklasa, kolejka 22                     | Rudņevs 83                                                 |
| 43 | 19 kwietnia 2011     | W | Podbeskidzie Bielsko-Biała | 2:3          | Puchar Polski, 1/2 finału                   | Štilić 73, Rudņevs 76, 90+3                                |
| 44 | 23 kwietnia 2011     | D | GKS Bełchatów              | 0:0          | Ekstraklasa, kolejka 23                     |                                                            |
| 45 | 29 kwietnia 2011     | W | Zagłębie Lubin             | 1:0          | Ekstraklasa, kolejka 24                     |                                                            |
| 47 | 3 maja 2011          | N | Legia Warszawa             | 1:1 (pk.4:5) | Puchar Polski, finał                        | Injac 28                                                   |
| 48 | 7 maja 2011          | D | Górnik Zabrze              | 2:0          | Ekstraklasa, kolejka 25                     | Rudņevs 14, Štilić 70                                      |
| 49 | 11 maja 2011         | W | Wisła Kraków               | 0:1          | Ekstraklasa, kolejka 26                     |                                                            |
| 50 | 14 maja 2011         | D | Ruch Chorzów               | 1:0          | Ekstraklasa, kolejka 27                     | Kiełb 37                                                   |
| 51 | 22 maja 2011         | W | Lechia Gdańsk              | 2:1          | Ekstraklasa, kolejka 28                     | Ślusarski 35                                               |
| 52 | 25 maja 2011         | W | Polonia Bytom              | 1:2          | Ekstraklasa, kolejka 29                     | Wilk 36, Štilić 81                                         |
| 53 | 29 maja 2011         | D | Korona Kielce              | 4:0          | Ekstraklasa, kolejka 30                     | Štilić 26, Đurđević 39, Rudņevs 53, Wilk 86                |
| Legenda: - D – mecz na własnym obiekcie (dom) - W – mecz na obiekcie przeciwnika (wyjazd) - N – mecz na stadionie neutralnym |                      |   |                            |              |                                             |                                                            |

### Mecze sparingowe
| MECZE LETNIE |                  |   |                     |     |                             |                                                    |
| 1 | 26 czerwca 2010  | D | Rosenborg BK        | 1:1 | Poznań                      | Wilk 32                                            |
| 2 | 29 czerwca 2010  | N | Slovan Bratysława   | 0:0 | St. Ulrich am Pillersee (z) |                                                    |
| 3 | 1 lipca 2010     | N | FK Partizan         | 1:0 | St. Ulrich am Pillersee (z) | Peszko 45                                          |
| 4 | 4 lipca 2010     | N | Dinamo Zagrzeb      | 1:2 | St. Ulrich am Pillersee (z) | Bosacki 66 (k)                                     |
| 5 | 7 lipca 2010     | N | Slavia Praga        | 0:2 | St. Ulrich am Pillersee (z) |                                                    |
| 6 | 23 lipca 2010    | N | Górnik Zabrze       | 0:0 | Wronki                      |                                                    |
| 7 | 2 września 2010  | W | Tur Turek           | 2:1 | Turek                       | Zápotoka 39                                        |
| MECZE ZIMOWE |                  |   |                     |     |                             |                                                    |
| 8 | 19 stycznia 2011 | N | FC Basel            | 0:0 | Estepona (z)                |                                                    |
| 9 | 21 stycznia 2011 | N | BSC Young Boys      | 1:2 | Estepona (z)                | Krywiec 63                                         |
| 10 | 24 stycznia 2011 | N | FC Timiszoara       | 2:0 | Estepona (z)                | Rudņevs 33, Ubiparp 59                             |
| 11 | 26 stycznia 2011 | N | Łokomotiw Płowdiw   | 4:0 | Estepona (z)                | Bosacki 6 (k), Rudņevs 12, 24, Kavdanski 88 (sam.) |
| 12 | 29 stycznia 2011 | N | SK Zestaponi        | 2:2 | Estepona (z)                | Ubiparip 35, Mikołajczak 76                        |
| 13 | 6 lutego 2011    | N | Steaua Bukareszt    | 2:1 | Belek (z)                   | Rudņevs 8, Krywiec 40                              |
| 14 | 7 lutego 2011    | N | Hajduk Split        | 1:1 | Belek (z)                   | Štilić (k) 55                                      |
| 15 | 10 lutego 2011   | N | NK Olimpija Lublana | 1:0 | Belek (z)                   | Kikut 75                                           |
| 16 | 12 lutego 2011   | N | Liteks Łowecz       | 0:2 | Belek (z)                   |                                                    |
| MECZE WIOSENNE |                  |   |                     |     |                             |                                                    |
| 17 | 19 maja 2011     | D | Borussia Dortmund   | 0:0 | Poznań                      |                                                    |
| 18 | 3 czerwca 2011   | W | Kotwica Kołobrzeg   | 1:1 | Kołobrzeg                   | Ślusarski 21                                       |
| Legenda: - D – mecz na własnym obiekcie (dom) - W – mecz na obiekcie przeciwnika (wyjazd) - N – mecz na obiekcie neutralnym - W przypadku, gdy mecz rozgrywany był na obiekcie neutralnym, wtedy pierwsza liczba w wyniku meczu ukazuje ilość zdobytych bramek przez zespół Lecha Poznań. - W przypadku, gdy w rubryce „Miejsce” znajduje się flaga kraju i nazwa miejscowości, a po nich literka z w nawiasach to oznacza, że mecz odbył się podczas zgrupowania, zaś brak „(z)” to mecz poza zgrupowaniem. |                  |   |                     |     |                             |                                                    |

## Statystyki

### Liczba występów
| Ekstraklasa | 22 | 9 | 5 | 8 | n.d. | n.d. | n.d. | n.d. |
| Puchar Polski | 4  | 3 | 0 | 1 |      |      |      |      |
| Superpuchar Polski | 1  | 0 | 0 | 1 | 0    | 0    | 0    | 0    |
| Liga Mistrzów | 4  | 1 | 0 | 3 | 0    | 0    | 1    | 0    |
| Liga Europy | 10 | 5 | 3 | 3 | -    | -    | -    | -    |
| Legenda: - Kolor niebieski – liczba zwycięstw. - Kolor żółty – liczba remisów. - Kolor czerwony – liczba porażek. - Kolor zielony – liczba rozegranych meczów. - n.d. – nie dotyczy |    |   |   |   |      |      |      |      |

### Klasyfikacja strzelców

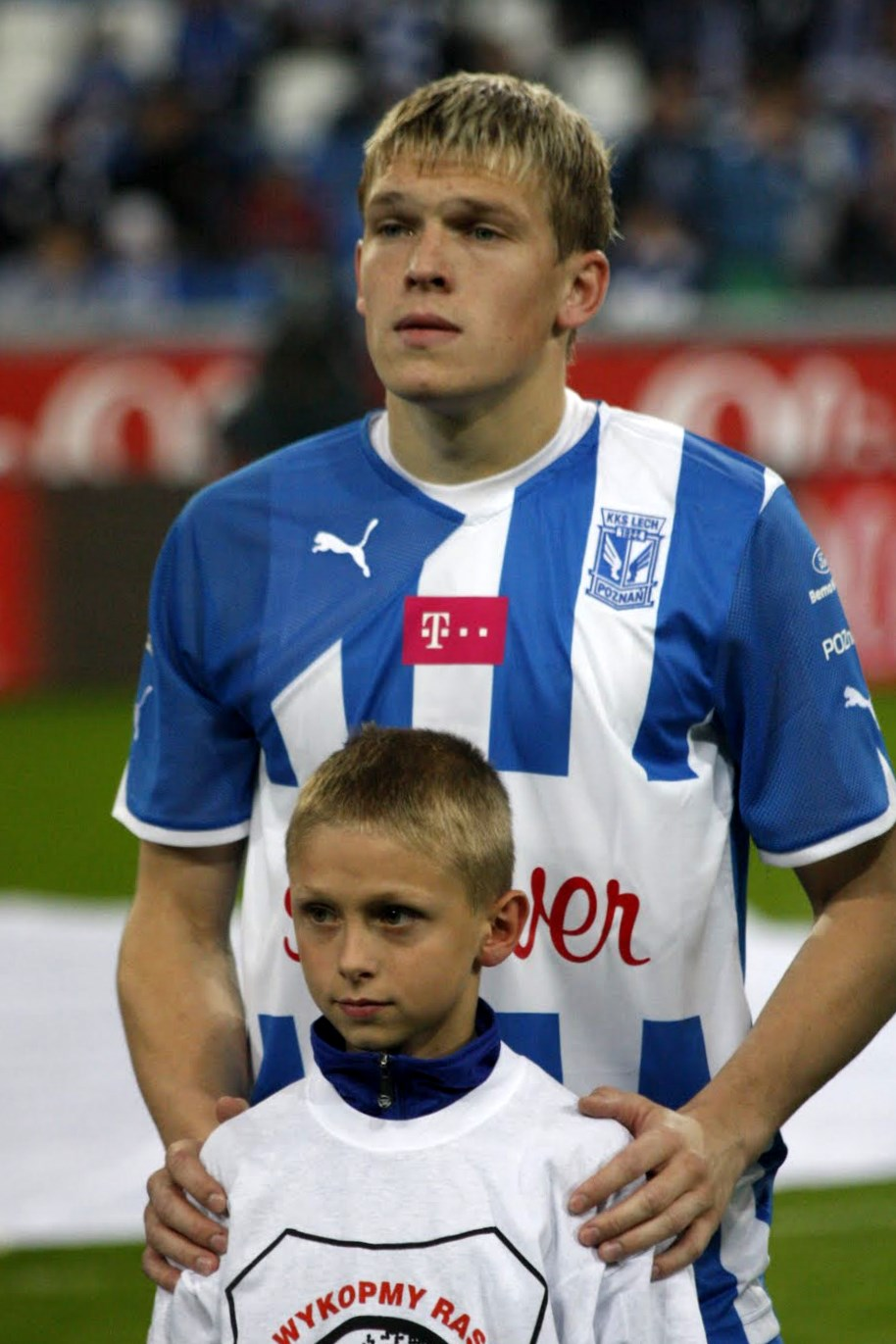
Najlepszy strzelec Lecha w sezonie - Artjoms Rudņevs

#### Ekstraklasa
| Lp.                                                                   | Bramki | Strzelcy           | Pozycja |
| --------------------------------------------------------------------- | ------ | ------------------ | ------- |
| 1                                                                     | 11     | Artjoms Rudņevs    | NA      |
| 2                                                                     | 5      | Semir Štilić       | PO      |
| 3                                                                     | 4      | Jakub Wilk         | PO      |
| 4                                                                     | 3      | Sławomir Peszko    | PO      |
| 4                                                                     | 3      | Siarhiej Krywiec   | PO      |
| 5                                                                     | 1      | Dimitrije Injac    | PO      |
| 5                                                                     | 1      | Mateusz Możdżeń    | PO      |
| 5                                                                     | 1      | Ivan Đurđević      | OB      |
| 5                                                                     | 1      | Tomasz Mikołajczak | NA      |
| 5                                                                     | 1      | Bartosz Ślusarski* | NA      |
| Objaśnienia: - Bartosz Ślusarski – liczone są gole zdobyte dla Lecha. |        |                    |         |

#### Liga Europy
| Lp. | Bramki | Strzelcy        | Pozycja |
| --- | ------ | --------------- | ------- |
| 1   | 5      | Artjoms Rudņevs | NA      |
| 2   | 2      | Manuel Arboleda | OB      |
| 3   | 1      | Dimitrije Injac | PO      |
| 3   | 1      | Semir Štilić    | PO      |
| 3   | 1      | Mateusz Możdżeń | PO      |
| 3   | 1      | Sławomir Peszko | PO      |
| 3   | 1      | Joël Tshibamba  | NA      |

#### Puchar Polski
| Lp. | Bramki | Strzelcy          | Pozycja |
| --- | ------ | ----------------- | ------- |
| 1   | 4      | Artjoms Rudņevs   | NA      |
| 2   | 2      | Bartosz Ślusarski | NA      |
| 2   | 2      | Semir Štilić      | PO      |
| 2   | 1      | Jakub Wilk        | PO      |
| 2   | 1      | Sławomir Peszko   | PO      |
| 2   | 1      | Bartosz Bosacki   | OB      |

### Klasyfikacja asystentów
| Lp. | Asysty | Podający          | Pozycja |
| --- | ------ | ----------------- | ------- |
| 1   | 4      | Marcin Kikut      | OB      |
| 2   | 3      | Siarhiej Krywiec  | PO      |
| 2   | 3      | Semir Štilić      | PO      |
| 3   | 1      | Jacek Kiełb       | PO      |
| 3   | 1      | Sławomir Peszko   | PO      |
| 3   | 1      | Jakub Wilk        | PO      |
| 3   | 1      | Rafał Murawski    | PO      |
| 3   | 1      | Joël Tshibamba    | NA      |
| 3   | 1      | Bartosz Ślusarski | NA      |

## Kadra zespołu na sezon 2010/2011

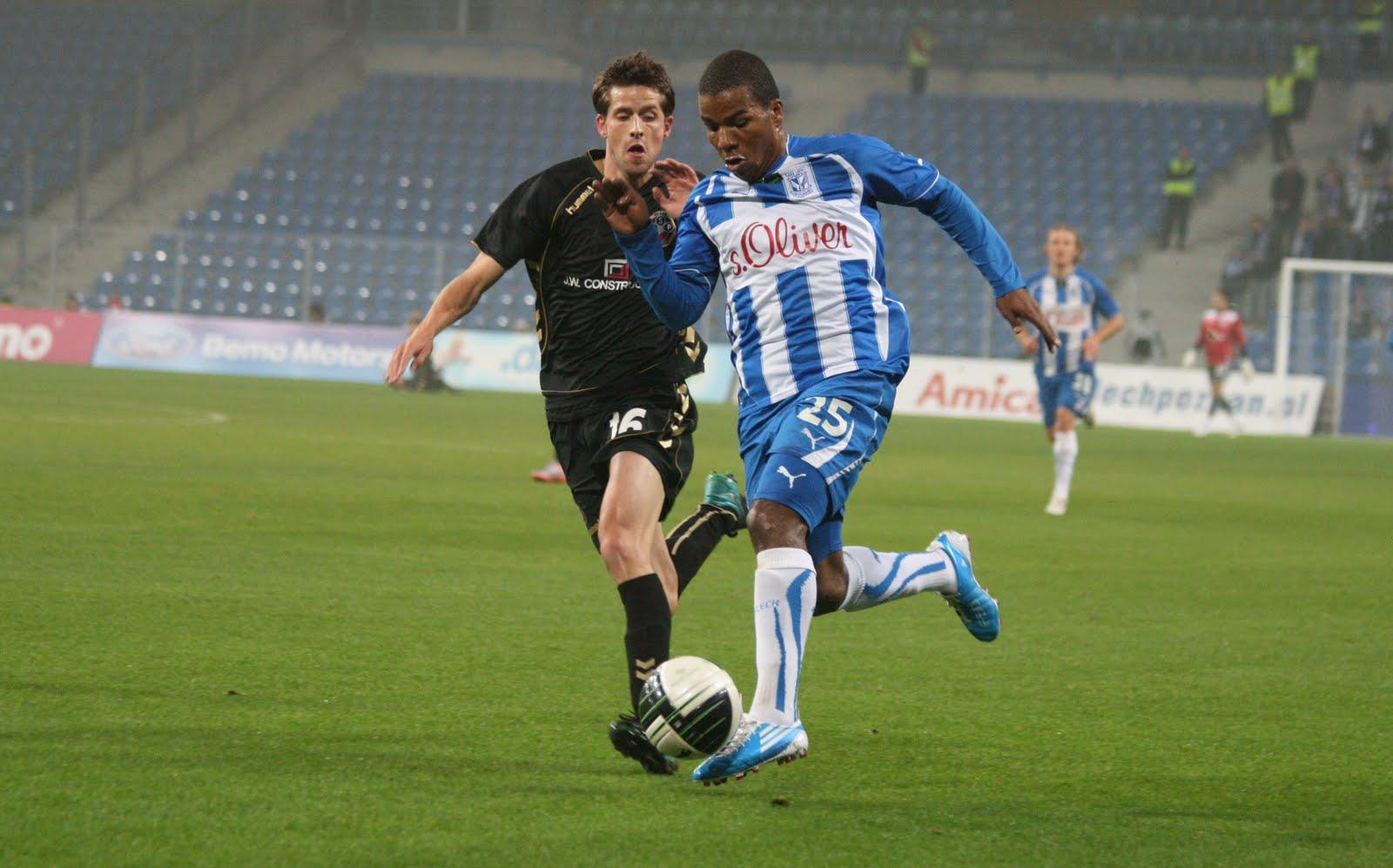
Lech Poznań 2:2 Polonia Warszawa (10.11.2010)

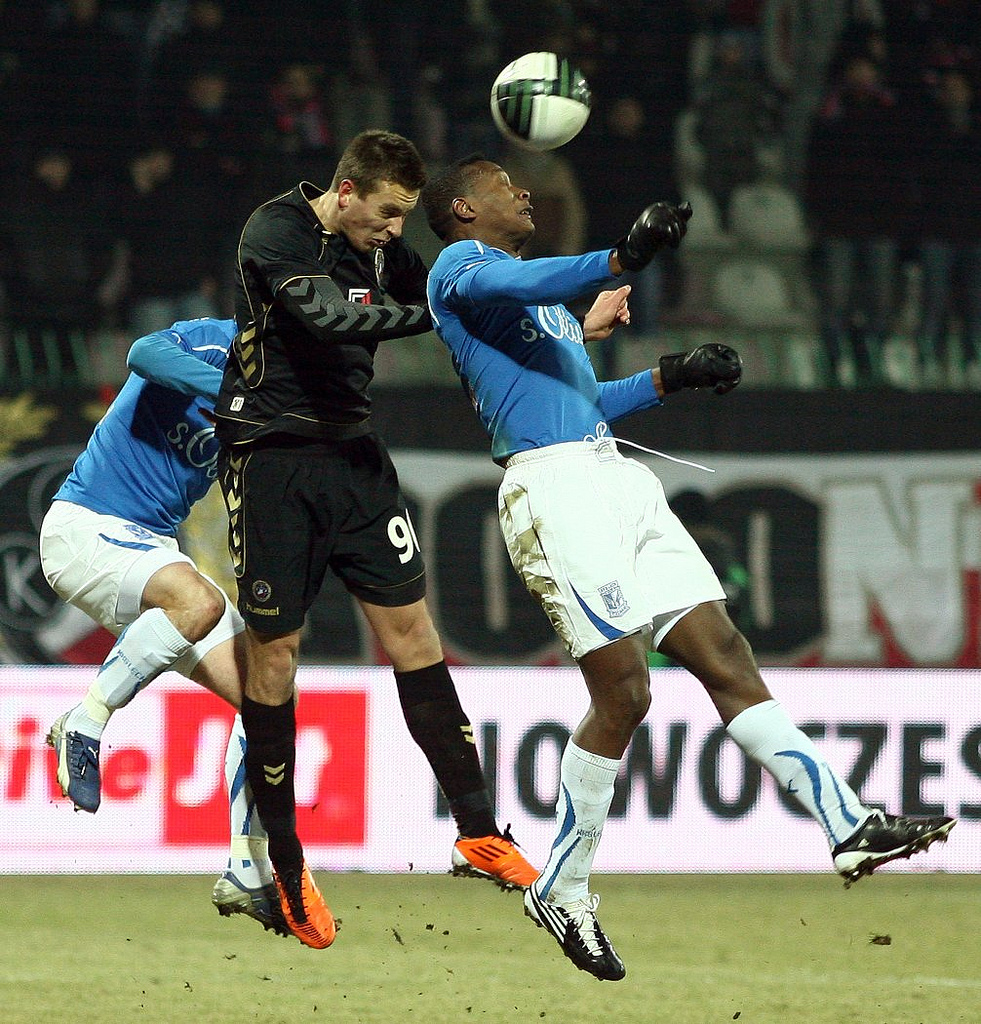
Polonia Warszawa 1:0 Lech Poznań (8.04.2011)

| W SEZONIE 2010/2011 (Mecze i gole do 8 sierpnia 2010) |       |                      |                |                     |
| Imię i nazwisko                                       | Numer | Kraj                 | Data urodzenia | Poprzedni klub      |
| Trener                                                |       |                      |                |                     |
| José Mari Bakero                                      |       | Hiszpania            | 11.02.1963     | Polonia Warszawa    |
| Bramkarze                                             |       |                      |                |                     |
| Gerard Bieszczad                                      | 31    | Polska               | 05.02.1993     | Igloopol Dębica     |
| Jasmin Burić                                          | 30    | Bośnia i Hercegowina | 18.02.1987     | NK Čelik Zenica     |
| Grzegorz Kasprzik                                     | 1     | Polska               | 20.09.1983     | Piast Gliwice       |
| Krzysztof Kotorowski                                  | 27    | Polska               | 01.09.1976     | Błękitni Stargard   |
| Obrońcy                                               |       |                      |                |                     |
| Manuel Arboleda                                       | 5     | Kolumbia             | 02.08.1979     | Zagłębie Lubin      |
| Bartosz Bosacki                                       | 19    | Polska               | 20.12.1975     | 1. FC Nürnberg      |
| Ivan Đurđević                                         | 3     | Serbia               | 05.02.1977     | CF Os Belenenses    |
| Seweryn Gancarczyk                                    | 2     | Polska               | 22.11.1981     | Metalist Charków    |
| Luis Henríquez                                        | 25    | Panama               | 23.11.1981     | Tauro F.C.          |
| Marcin Kamiński                                       | 35    | Polska               | 15.01.1992     | Lech Poznań ME      |
| Marcin Kikut                                          | 23    | Polska               | 25.06.1983     | Amica Wronki        |
| Grzegorz Wojtkowiak                                   | 22    | Polska               | 26.01.1984     | Amica Wronki        |
| Hubert Wołąkiewicz                                    | 20    | Polska               | 21.10.1985     | Lechia Gdańsk       |
| Pomocnicy                                             |       |                      |                |                     |
| Tomasz Bandrowski                                     | 6     | Polska               | 18.09.1984     | Energie Cottbus     |
| Kamil Drygas                                          | 15    | Polska               | 07.09.1991     | Lech Poznań ME      |
| Wojciech Golla                                        | 34    | Polska               | 12.01.1992     | Lech Poznań ME      |
| Dimitrije Injac                                       | 21    | Serbia               | 12.08.1980     | FK Slavija          |
| Jacek Kiełb                                           | 8     | Polska               | 10.01.1988     | Korona Kielce       |
| Siarhiej Krywiec                                      | 10    | Białoruś             | 08.06.1986     | BATE Borysów        |
| Mateusz Możdżeń                                       | 32    | Polska               | 14.03.1991     | Lech Poznań ME      |
| Rafał Murawski                                        | 11    | Polska               | 09.10.1981     | Rubin Kazań         |
| Semir Štilić                                          | 14    | Bośnia i Hercegowina | 08.10.1987     | FK Željezničar      |
| Jakub Wilk                                            | 7     | Polska               | 11.07.1985     | wychowanek          |
| Napastnicy                                            |       |                      |                |                     |
| Tomasz Mikołajczak                                    | 26    | Polska               | 11.12.1987     | Nielba Wągrowiec    |
| Artjoms Rudņevs                                       | 16    | Łotwa                | 13.01.1988     | Zalaegerszegi TE    |
| Bartosz Ślusarski                                     | 18    | Polska               | 11.12.1981     | Cracovia            |
| Vojo Ubiparip                                         | 28    | Serbia               | 10.05.1988     | FK Spartak Subotica |

## Transfery[8]

### Przybyli
| Piłkarz            | Narodowość                    | Pozycja   | Transfer       | Klub                |
| ------------------ | ----------------------------- | --------- | -------------- | ------------------- |
| Jacek Kiełb        | Polska                        | Pomocnik  | 250 tys. €     | Korona Kielce       |
| Joël Tshibamba     | Demokratyczna Republika Konga | Napastnik | 300 tys. €     | Arka Gdynia         |
| Artur Wichniarek   | Polska                        | Napastnik | wolny zawodnik | Hertha BSC          |
| Artjoms Rudņevs    | Łotwa                         | Napastnik | 600 tys. €     | Zalaegerszegi TE    |
| Bartosz Ślusarski  | Polska                        | Napastnik | 100 tys. €     | Cracovia            |
| Hubert Wołąkiewicz | Polska                        | Obrońca   | 125 tys. €     | Lechia Gdańsk       |
| Vojo Ubiparip      | Serbia                        | Napastnik | 600 tys. €     | FK Spartak Subotica |
| Rafał Murawski     | Polska                        | Pomocnik  | 1 mln €        | Rubin Kazań         |

### Odeszli
| Piłkarz            | Narodowość           | Pozycja   | Transfer              | Klub                  |
| ------------------ | -------------------- | --------- | --------------------- | --------------------- |
| Anderson Cueto     | Peru                 | Pomocnik  | rozwiązanie kontraktu | Club Sporting Cristal |
| Złatko Tanewski    | Macedonia Północna   | Obrońca   | koniec kontraktu      | GKS Bełchatów         |
| Robert Lewandowski | Polska               | Napastnik | 4,75 mln €            | Borussia Dortmund     |
| Gordan Golik       | Chorwacja            | Pomocnik  | rozwiązanie kontraktu | brak klubu            |
| Haris Handžić      | Bośnia i Hercegowina | Pomocnik  | rozwiązanie kontraktu | brak klubu            |
| Artur Wichniarek   | Polska               | Napastnik | rozwiązanie kontraktu | FC Ingolstadt 04      |
| Sławomir Peszko    | Polska               | Pomocnik  | 500 tys. €            | 1. FC Köln            |

### Wypożyczeni
| Piłkarz            | Narodowość                    | Pozycja   | Do              | Klub          |
| ------------------ | ----------------------------- | --------- | --------------- | ------------- |
| Tomasz Mikołajczak | Polska                        | Napastnik | 31 grudnia 2010 | Polonia Bytom |
| Krzysztof Chrapek  | Polska                        | Napastnik | 31 grudnia 2011 | Piast Gliwice |
| Joël Tshibamba     | Demokratyczna Republika Konga | Napastnik | 30 czerwca 2011 | AE Larisa     |
| Ján Zápotoka       | Słowacja                      | Pomocnik  | 30 czerwca 2011 | MFK Dubnica   |

### Na testach
| Piłkarz          | Narodowość | Pozycja   | Dni              | Rodzaj testów              | Klub                   |
| ---------------- | ---------- | --------- | ---------------- | -------------------------- | ---------------------- |
| Artjoms Rudņevs  | Łotwa      | Napastnik | 23.06-26.06 2010 | treningi, mecz sparingowy  | Zalaegerszegi TE       |
| Petar Vukcević   | Czarnogóra | Pomocnik  | 28.06-01.07 2010 | treningi, mecze sparingowe | FK Budućnost Podgorica |
| Cristian Muscalu | Rumunia    | Pomocnik  | 28.07-01.08      | treningi                   | Czernomorec Burgas     |